# كورك سيلتيك
كورك سيلتيك (بالإنجليزية: Cork Celtic FC)‏ وكان اسمه الأصلي إيفرغرين يونايتد (بالإنجليزية: Evergreen United FC)‏ هو نادي كرة قدم إيرلندي سابق، لعب في الدوري الإيرلندي من أعوام 1959 حتى 1971. وكان مقره يقع في مدينة كورك.